# Juan Sánchez Gorio
Juan Sánchez Gorio (Juan Gregorio Sánchez; * 28. November 1920 in Spanien; † 29. Juli 1979) war ein argentinischer Bandoneonist, Bandleader und Tangokomponist spanischer Herkunft.

## Leben
Gorio kam im Alter von vier Jahren mit seiner Familie nach Argentinien und lebte ab 1930 in Buenos Aires. Im Alter von dreizehn Jahren gründete er ein Trio mit José Basso und Alejandro González. Darauf spielte er im Orchester Alberto Puglieses, 1937 im Orchester Alberto Cimas und 1938 in Francisco Lauros Formation Los Mendocinos, der auch Astor Piazzolla kurze Zeit angehört hatte, und der zu dieser Zeit u. a. der Pianist Alfredo De Angelis und der Sänger Mario Landi angehörte.
1939 gründete er ein Trio mit dem Pianisten Bernardo Bas und Mario Landi, das ein Jahr bestand, bis er 1940 beschloss, ein eigenes Orchester zu gründen. Dieses debütierte bei Radio Splendid mit dem Sänger Luis Mendoza, der sich vom Orchester José Tinellis getrennt hatte und nun bis 1958 bei Sánchez Gorio blieb. Im Juli des Jahres wechselte er mit Landi als zweitem Sänger, zu Radio Prieto.
1944–45 entstanden seine ersten Aufnahmen beim Label RCA-Victor. 1948 schloss sich Pedro Laurenz’ Sänger Jorge Linares seinem Orchester an, mit dem er eine Tournee durch Argentinien und dann durch Uruguay unternahm. 1949 wurde Linares durch Osvaldo Bazán ersetzt, der vom Orchester Emilio Balcarces kam. Mendoza und Bazán wurden eines der erfolgreichsten Sängerduos dieser Zeit. In den Jahren 1951 und 1952 entstanden weitere Aufnahmen beim Label Odeon, darunter den Hit Gitana rusa. Dies war eine eigene Komposition nach einer Melodie eines jüdischen Musikers aus der Ukraine, die später auch Julio Nudler in seiner Komposition The Jewish Gypsy verwendete, und die zuvor bereits Osvaldo Fresedo mit Oscar Serpa und Ricardo Malerba mit Orlando Medina aufgenommen hatte.
Nach einer Tournee 1957 durch Brasilien trennten sich Mendoza und Bazán von Sánchez Gorio und wurden durch Raúl Ledesma (später Roberto Mancini) und Julio Fontana ersetzt. 1959 war Sánchez Gorio mit seinem Orchester beim Radiosender El Mundo engagiert. In der Karnevalssaison des Jahres trat er im Club Victoria mit den Sängern Osvaldo Bazán, Alberto Aguirre und Fontana auf. Seine letzten Auftritte hatte Sánchez Gorio in den 1960er Jahren in Héctor Larreas Fernsehshow Ronda de ases.

## Aufnahmen
- Oriente (eigene Komposition, Text von Horacio Sanguinetti)
- Claveles mendocinos (von Alfredo Pelaia)
- Milonga con variación (instrumental, von Francisco Canaro)
- No me importa su amor (von José Dames und Enrique Cadícamo)
- Rodríguez Peña (instrumental)
- Comodoro Rivadavia (eigene Komposition, Text von Reinaldo Yiso)
- Gitana rusa (eigene Komposition, Text von Horacio Sanguinetti)